# Pierre Berthier
Pour les articles homonymes, voir Berthier.
Pierre Berthier, né le 3 juillet 1782 à Nemours et mort le 24 août 1861 à Paris, est un minéralogiste et géologue français qui découvre en particulier les propriétés de la bauxite en 1821 dans le village des Baux-de-Provence. Cet ingénieur polytechnicien formé à la recherche au corps des mines mène une belle carrière scientifique, honoré par son entrée à l'académie des sciences en 1825 et sa nomination à l'inspection générale des mines en 1836. Ses importants travaux sur la synthèse par voie sèche permettent à Jacques Joseph Ebelmen de réaliser les premières synthèses de cristaux caractéristiques de quelques pierres précieuses.

## Biographie
Après des études secondaires au collège de Nemours, il entre à l'école centrale de Fontainebleau en 1797, puis l'année suivante à l'École polytechnique (Promotion X 1798), où il a entre autres pour professeurs Monge, Berthollet et Fourcroy. En 1801, il est admis à l'école des Mines. Un an après, l'école est déplacée à Moûtiers dans l'ancien département du Mont-Blanc. Il parcourt les Alpes, réalise des analyses en laboratoire,,, et publie quelques mémoires sur les hauts fourneaux et aciéries de l'Isère. Il devient ingénieur en décembre 1805.
En 1806, il travaille au laboratoire de l'école des Mines où il assiste Hippolyte-Victor Collet-Descotils dans ses recherches sur la docimasie, ou l'étude de la qualité et de la quantité de métaux utiles dans les minerais. Il publie plusieurs mémoires dans le Journal des mines.
De 1808 à 1816, Berthier travaille dans les chefs-lieux des départements, d'abord la Haute-Loire, le Cantal et le Lot, puis, après sa nomination comme ingénieur de 1re classe en 1811, dans ceux de la Nièvre, du Cher et de l'Allier, auxquels s'ajoute la Saône-et-Loire après sa nomination comme ingénieur en chef du corps des Mines.
Il devient chef du laboratoire de l'école de Mines de Paris. Il y est nommé professeur de docimasie après le décès de Descostils en 1816. Soutenu par Arago, il est élu membre de l'Académie des sciences en 1825. En 1828, il est fait chevalier de la Légion d'honneur. En 1836, il est nommé inspecteur général des mines et dirige la division Ouest tout en poursuivant ses recherches et son enseignement.
En 1848, il prend sa retraite de professeur mais continue à tenir son laboratoire. En 1854, la presse judiciaire révèle qu'il était victime depuis de nombreuses années d'extorsion (Le Droit, 22 avril 1854), En 1859, pour ses travaux sur les minéraux phosphatés et ses analyses de cendres de végétaux, entrepris quarante ans auparavant, il est reconnu et médaillé par la Société impériale d'agriculture.
Après un accident qui le laisse paralysé en 1858, il doit abandonner son laboratoire. Il meurt le 24 août 1861 en son domicile dans le 6e arrondissement de Paris.

## Travaux
On se souvient de lui surtout pour sa découverte d'alumine dans du minerai provenant des Baux-de-Provence. Jusqu'alors, on considère que ce minerai contient du fer. Il lui donne le nom de terre d'alumine des Baux, Armand Dufrénoy le renomme beauxite en 1844, puis Deville bauxite en 1861, date à partir de laquelle son exploitation industrielle démarre.
Ses travaux confinent à plusieurs domaines, géologie, minéralogie et chimie principalement.
Il étudie les « minéraux utiles », oxydes et sulfures métalliques tels que les minerais de fer, cuivre, zinc, etc., tant du point de vue chimique que physique. Ces recherches fondamentales débouchent dans de nombreux cas sur des améliorations des procédés d'extraction et de raffinage.
Ses recherches sur les minéraux phosphatés sont utilisées pour rationaliser l'agriculture et il découvre de nouvelles sources de phosphates.

### Description en minéralogie
Il a décrit les espèces ou variétés suivante suivantes :
- chamosite ;
- franklinite 1819 ;
- cuivre panaché 1820, synonyme de bornite[7];
- halloysite 1826 ;
- nontronite 1827 ;
- quincite (variété d'opale rose).

En 1827, Wilhelm Karl Ritter von Haidinger lui a dédié une espèce minérale, la berthiérite (un sulfure de fer et d'antimoine, FeSb2S4), et en 1832 François Sulpice Beudant, la berthiérine, un phyllosilicate de fer(II/III) du groupe de la kaolinite-serpentine, de formule (FeII,FeIII,Al)3(Si,Al)2O5(OH)4.

## Publications
Plus de 150 publications émaillent sa carrière, principalement dans le Journal des Mines et les Annales des Mines, ainsi que les Annales de physique et chimie.
- "Analyse d'une chaux carbonatée", dans Journal des Mines, vol .19, 1806, p.73[8],[9].
- "Sur les sulfates de chaux, de baryte et de plomb", dans Journal des Mines, vol .21, 1807, p. 303[10]
- "Analyses de l'eau de salins, et des produits de la saline de Moutiers (Mont-Blanc)", Journal des Mines, vol. 22, 1807, p. 81[11]
- "Mémoire sur les salines de Moutiers, département du Mont-Blanc", Journal des Mines, vol. 2, 1807, p. 165[12]
- "Analyses de quelques produits de forges et de hauts fourneaux", Journal des Mines, vol. 23, 1808, p. 177[13]
- « Analyses de différentes pierres à chaux », dans Annales de chimie et de physique, t. 22, 1823, p. 62
- Traité des essais par la voie sèche, ou, des propriétés, de la composition et de l'essai des substances métalliques et des combustibles (11 volumes in octo, 1833 ou 4 volumes in-quarto, Paris, 1834)
  - Tome 1, F. Oudart (Liège), 1847, Texte en ligne disponible sur LillOnum
  - Tome 2, F. Oudart (Liège), 1847, Texte en ligne disponible sur LillOnum

## Hommages
Son nom figure parmi la liste des 72 noms de savants inscrits sur la tour Eiffel.
Il a été honoré en donnant son nom à deux minéraux distincts, dont les noms aux consonances voisines peuvent facilement prêter à confusion, la berthiérite, un sulfure de fer et d'antimoine, découverte dans la localité type de Chazelles dans le département du Cantal (Puy-de-Dôme, France) et la berthiérine, un phyllosilicate de fer découvert à Hayange, en Meurthe-et-Moselle (Lorraine, France).
Une rue porte son nom à Arvida au Québec.